# Juan Andrés Gómez
Juan Andrés Gómez (Curuzu Cuaitia, 25 de gener de 1971) és un exfutbolista argentí, que ocupava la posició de defensa.

## Trajectòria
Destaca a l'Argentinos Juniors, on juga quatre anys, fins que per la temporada 95/96 passa al River Plate. Amb els de Buenos Aires aconsegueix la Copa Libertadores de 1996.
A la temporada 96/97 arriba a la competició espanyola per militar a la Reial Societat. Després d'un discret primer any, l'argentí es fa amb la titularitat, condició que manté durant les següents tres campanyes, en les quals disputa gairebé un centenar de partits amb la Reial. L'estiu del 2001 fitxa per l'Atlètic de Madrid, que estava a la Segona Divisió. Eixa 01/02 disputa 36 partits, però una greu lesió li manté en blanc la 02/03, al final de la qual hi penja les botes.